# Brian Hatton
Brian Hatton (né le 12 août 1887 et mort le 23 avril 1916) est un peintre anglais du courant réaliste,. Il est né à Broomy Hill, dans le Herefordshire, et a été tué au combat pendant la Première Guerre mondiale. Ses travaux étaient hautement prometteurs. Il a peint des paysages locaux, des portraits de famille, des études de personnages et fait des illustrations de livres. Une grande exposition de son œuvre s'est tenue à Hereford au Hereford Museum and Art Gallery de novembre 2007 à janvier 2008,,.

## Biographie
Il naît dans la famille d'un négociant aisé dans le commerce du cuir et montre des dispositions très jeune pour le dessin. Il obtient en 1895 la médaille de bronze de la Royal Drawing Society (RDS) grâce à George Frederic Watts qui devient son professeur ; il est récompensé par la médaille d'or en 1898. Hatton s'intéresse aux portraits et dessine souvent ses sœurs cadettes. Il peint aussi les princesses, filles de la duchesse d'Argyll, qui l'invitent ainsi que sa mère au palais de Kensington.
De 1899 à 1902, il étudie à la grammar school de Swansea  et passe son temps libre à peindre. De 1905 à 1906, il est étudiant au Trinity College d'Oxford. C'est à cette époque que la princesse Alice l'invite à faire le portrait de ses enfants au château de Windsor. Grâce au soutien financier de son oncle Charles Marr il suit pendant un an les cours d'art de la Hospitalfield House d'Arbroath. Ensuite, il s'installe à St Ives et à l'école de Newlyn, puis part avec son oncle étudier les peintres à Amsterdam et à La Haye.
Il retourne dans son Herefordshire natal en 1908 et ouvre un atelier où il se spécialise en portraits. Il prend part la même année en tant que dessinateur à l'expédition de Flinders Petrie en Égypte. En 1910, il est élève à l'Académie Julian de Paris, et expose au Salon.
Ensuite, il s'installe à Londres auprès de son cousin Geoffrey Vevers et ouvre un atelier avec son camarade d'Oxford, Gerald Siordet. Il présente une œuvre à l'exposition d'été de 1914 de la Royal Academy of Arts. Elle est remarquée par le Royal Institute of Oil Painters qui prend Hatton comme membre de l'institut. John Masefield lui commande d'illustrer son livre The Everlasting Mercy, puis il se rend à Paris de nouveau et passe des vacances avec son oncle en Belgique. C'est alors qu'éclate la Première Guerre mondiale.
Il est enrôlé le 4 septembre 1914 comme soldat du Worcester yeomanry. Un mois plus tard, le 5 novembre 1914, il épouse Lydia May Bidmead (née en 1888). Il devient « signaller », c'est-à-dire aiguilleur et il est nommé second lieutenant. Peu après la naissance de sa fille en septembre 1915, il est transféré en Égypte, qu'il connaissait grâce à un précédent séjour et dont il apprend à maîtriser les rudiments de la langue. Le 23 avril 1916, il se trouve au sein d'une troupe de pionniers, qui devaient creuser un puits près d'Oghratina. mais ils sont assiégés par les Turcs, alliés de l'Allemagne. Hatton est le meilleur cavalier et doit partir appeler du renfort, mais il est abattu. Son corps est inhumé au cimetière militaire d'El Qantara.

### Héritage
Malgré une courte carrière, Hatton laisse plus d'un millier de travaux. Deux expositions d'importance se tiennent en son hommage: l'une en 1926 à la Walker's Gallerie  et une autre en 1955 à la Leighton House. Une grande partie de son œuvre est léguée par sa veuve au Hereford Museum. De plus sa sœur Marjorie se consacre à sa mémoire et fonde le « Brian Hatton Trust »,  ce qui permet de financer l'exposition permanente de son œuvre.